# 馮賢妃
賢妃馮氏（けんひ ふうし、生没年不詳）は、北宋の仁宗の側室。兵部侍郎の馮起の孫娘。

## 生涯
鄆州須昌県の人。9歳から後宮に入って、侍女となった。その後、仁宗と関係して御侍（皇帝の側女）となり、皇五女（荘禧帝姫）と皇七女の趙懿安（荘夷帝姫）を産んだ。この公主たちはみな早世した。その後、身分低い妃嬪にして始平郡君に封ぜられた。仁宗は馮氏を格上げしたいと思ったが、馮氏は断った。
神宗時期に才人、哲宗時期に婕妤に進み、徽宗時期に修容嬪にいたった。また、神宗の子の趙俁と趙偲の養育を、薨去した林賢妃（馮氏の義女）に代わって任された。77歳で薨去し、賢妃の位を贈られた。

## 伝記資料
- 『宋史』